# Antonio Pollarolo
Giovanni Antonio Pollarolo (* 12. November 1676 in Brescia; † 4. Mai 1746 in Venedig) war ein italienischer Organist und Komponist des Barocks.

## Leben und Wirken
Antonio Pollarolo lernte bei seinem Vater Carlo Francesco Pollarolo, einem in Venedig wirkenden Organisten und Opernkomponisten. Um 1700 wurde seine erste Oper L’Aristeo im Teatro San Cassiano aufgeführt. 1702 wurde er als Organist Stellvertreter seines Vaters am Markusdom. Im März 1716 wurde er bei einem Gehalt von 200 Dukaten Nachfolger von Benedetto Vinaccesi als maestro di coro am Ospedale di Direlitti (Ospedaletto). 1723, nach dem Tod seines Vaters, erhielt er die Organistenstelle am Markusdom. Nach dem Tod von Antonio Lotti folgte er diesem 1740 als Kapellmeister am Markusdom, nachdem er dort bereits 1733/1734 vorübergehend als stellvertretender Kapellmeister tätig war.

## Werke (Auswahl)
Pollarolo, der in zeitgenössischen Niederschriften häufig mit seinem Vater verglichen wurde und sich selten aus dessen Schatten zu lösen vermochte, komponierte nach eigener Auflistung, zwischen 1716 und 1730 für das Ospedaletto, 4 Oratorien, 3 Pastoralen, eine Passion und etwa 3 Messen, 185 Motetten, 73 Antiphonen und weitere Sakralwerke.

### Opern
- L’Aristeo (1700)
- Griselda (1701)
- Demetrio e Tolomeo (1702)
- Nerone fatto Cesare (in Zusammenarbeit mit Antonio Vivaldi, 1715)
- Leucippe e Teonoe (1719)
- Plautilla (1721)
- Lucio Papirio dittatore (1721)
- Cosroe (1723)
- I tre voti (Serenata, 1724)
- Orlando furioso (1725)
- Turia Lucrezia (1726)
- I tre voti (1726)
- Nerina, favola pastorale (1728)
- Sulpizia fedele (1729)
- L’abbandono di Armida (1729)

### Oratorien
- Recognitio fratrum (1714)
- Sacrum amoris novendiale (1716)
- Oratorio per il Santissimo Natale (1718)